# Agra del Orzán
El Agra del Orzán (en gallego y oficialmente Agra do Orzán) es un barrio popular de la ciudad gallega de La Coruña, España.
Es el barrio de mayor densidad de población de la ciudad, con cerca de 29.000 habitantes, (lo que representa casi el 12% de los coruñeses). Desarrollado velozmente entre los años 60 y 70 sin ningún tipo de planificación, absorbió gran cantidad de inmigración procedente de comarcas rurales de la provincia (mayoritariamente de Bergantiños), por lo que el uso de la lengua gallega es más habitual que en las zonas del centro.

## Características

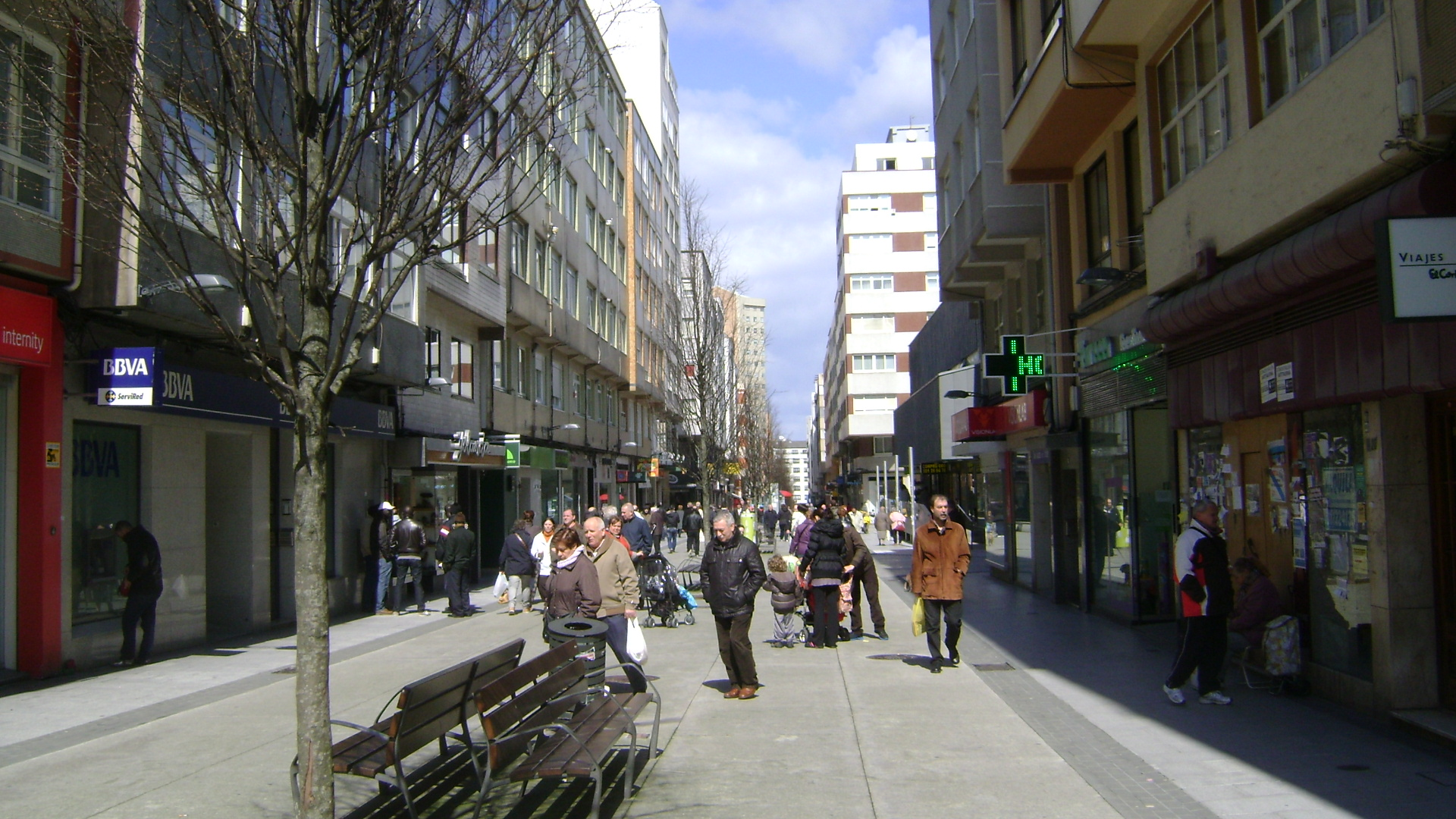
La calle Barcelona, peatonal, atraviesa el barrio y constituye uno de los principales núcleos comerciales del mismo.

El barrio creció con las calles estrechas, sin asfaltar, con falta de zonas verdes, sin espacio para el esparcimiento de los vecinos y sin sitio para jugar los niños. La peatonalización de la calle Barcelona ha dado como resultado una zona comercial con vida por la mañana y por la tarde.
Delimitado por la calle Monasterio de Caaveiro y la Ronda de Nelle, hoy se ha convertido en uno de los barrios más comerciales, destaca la calle Barcelona.

## Hechos relevantes
- 1969: se inauguran los centros educativos Raquel Camacho (educación primaria) y el IES Agra I.
- 1975: se inauguró el mercado municipal de abastos de Conchiñas, rehabilitado en el inicios de 2009[1]
- 1976: en el barrio se fundó la primera asociación de vecinos de la ciudad.[2]
- 1985: inauguración del Multicines Chaplin, cerrado veinte años después: 25 de agosto de 2005. Fue la única sala de La Coruña que pudo proyectar cine X.[3]
- 1986: Se inauguró la Plaza de las Conchiñas detrás del mercado homónimo.
- 1993: se inauguró el centro de atención primaria y especialidades del Ventorrillo.
- 1994: Francisco Vázquez Vázquez inauguró la peatonalización de la calle Barcelona.
- 26 de marzo de 2011: el entonces alcalde de La Coruña Javier Losada inauguró el Centro Cívico Ágora aunque esta instalación tardaría algún tiempo en abrirse al público.[4]
- 21 de septiembre de 2012: se inauguró la carretera urbana V-1.4 como Ronda del Real Club Deportivo de La Coruña, que permitiría el tráfico entre el norte y el sur de la parte occidental desde luego de la ciudad sin necesidad de cruzar el barrio por la Ronda de Outeiro.
- 20 de febrero de 2015: Carlos Negreira inauguró el aparcamiento subterráneo bajo una reformada Plaza das Conchiñas.[5]

## Migración

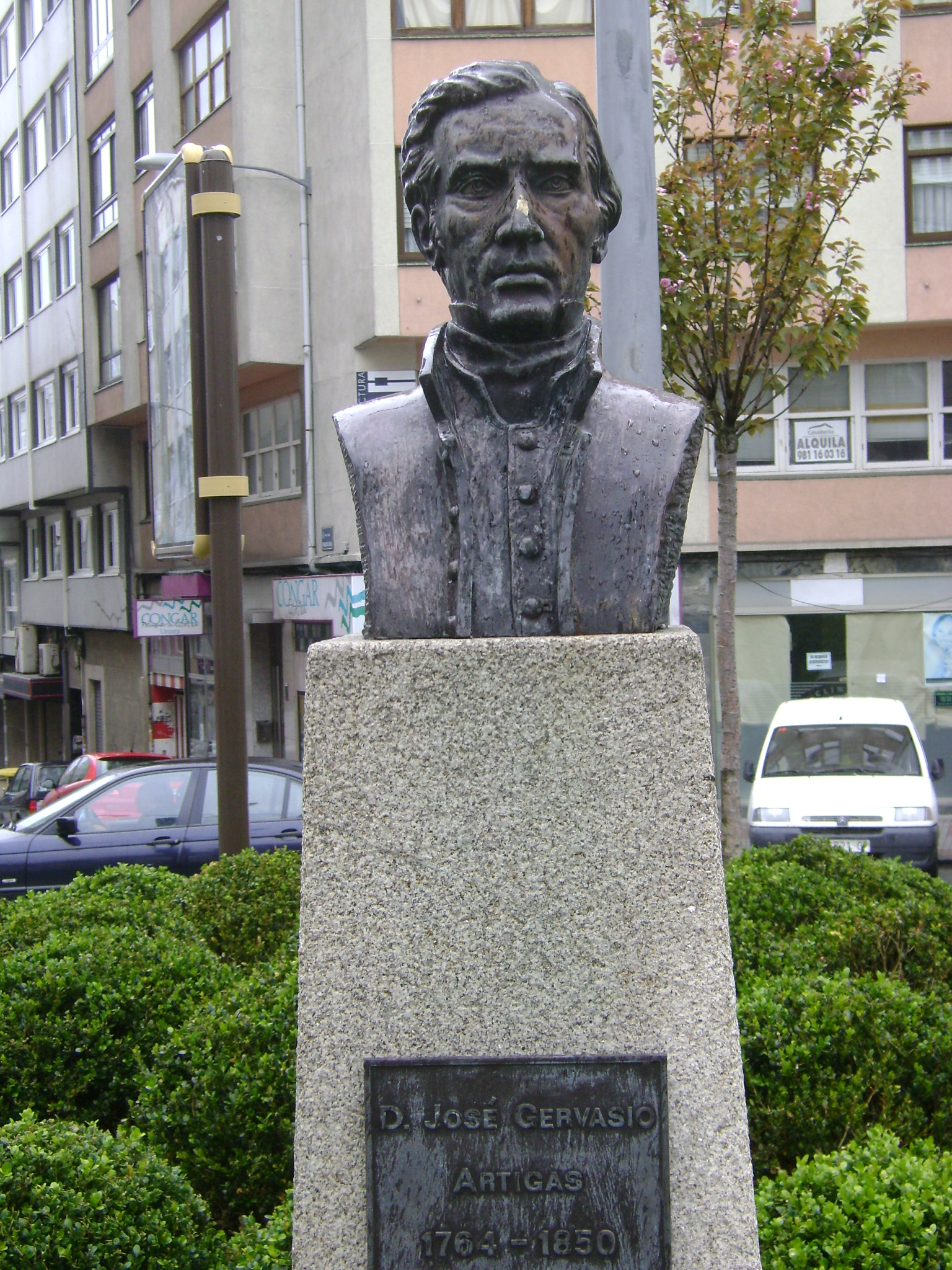
Busto de José Gervasio Artigas, padre de la independencia de Uruguay. El barrio cuenta con una nutrida población iberoamericana.

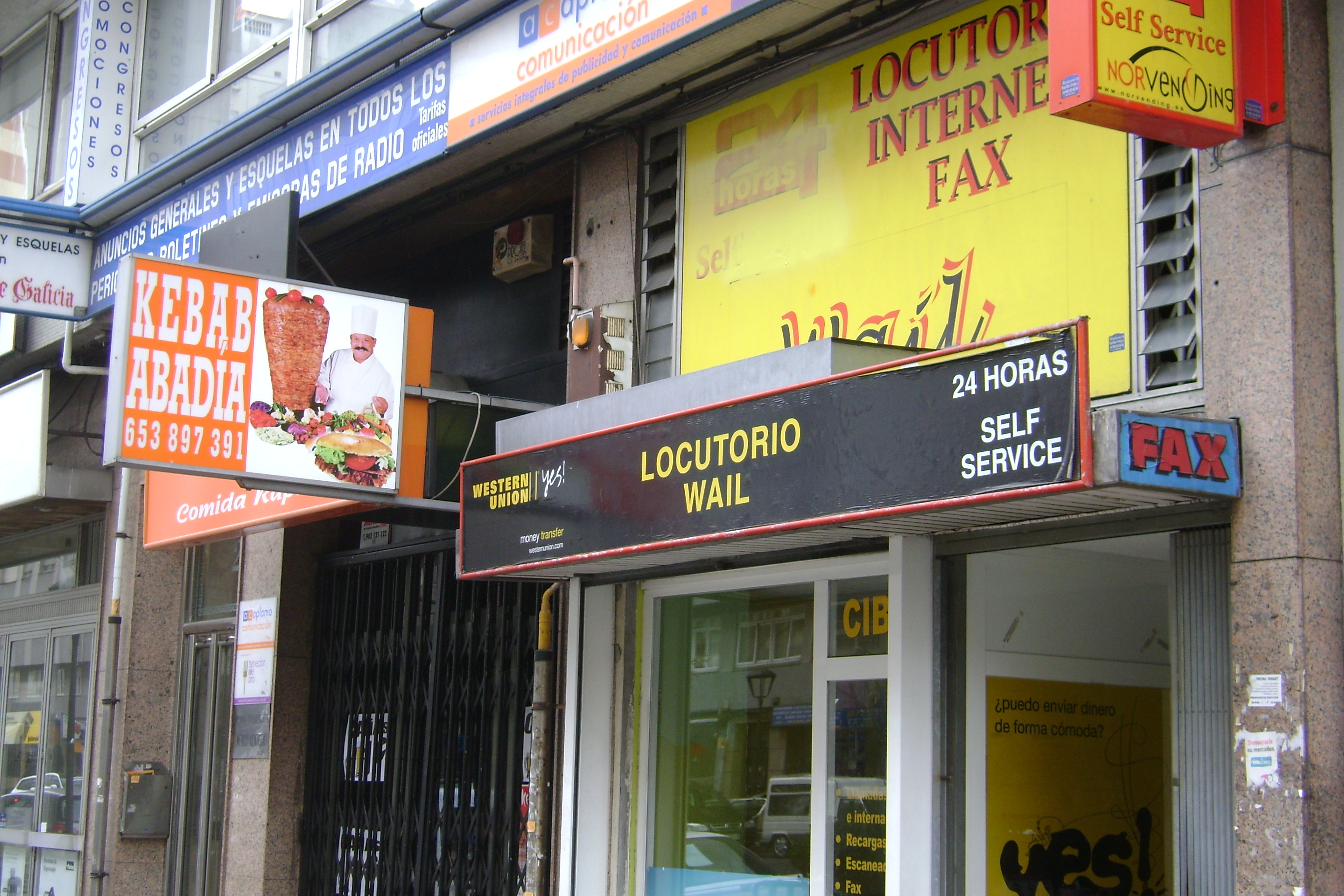
Kebab junto a un locutorio, negocios regentados por inmigrantes.

Debido a su densidad poblacional y a su historial  migratorio, es una zona de emigración e inmigración.
Pese a que es uno de los barrios más multiétnicos de la ciudad, (un 10% de la población es inmigrante) con residentes de origen subsahariano (sobre todo de Senegal y Camerún) e iberomericano (mayoritariamente caribeños, andinos, argentinos y uruguayos), y en menor medida asiáticos y magrebíes llegados a partir de los años 90. Muy al contrario de lo que se cree no es la única zona en la ciudad donde hay población y negocios inmigrantes, debido a la crisis y el desempleo que afecta a la población coruñesa muchos han retornado a sus países.
Tiene su sede en el barrio la asociación de inmigrantes uruguayos Asociación de Uruguayos y Gallegos Retornados 25 de agosto, dedicada a promover la cultura uruguaya en la ciudad. De hecho, el padre de la independencia uruguaya, José Gervasio Artigas, tiene un busto en el barrio, concretamente en la Plaza del Comercio. La Asociación Argentinos Residentes en A Coruña también tiene su sede en el Agra del Orzán.

## Problemas del barrio

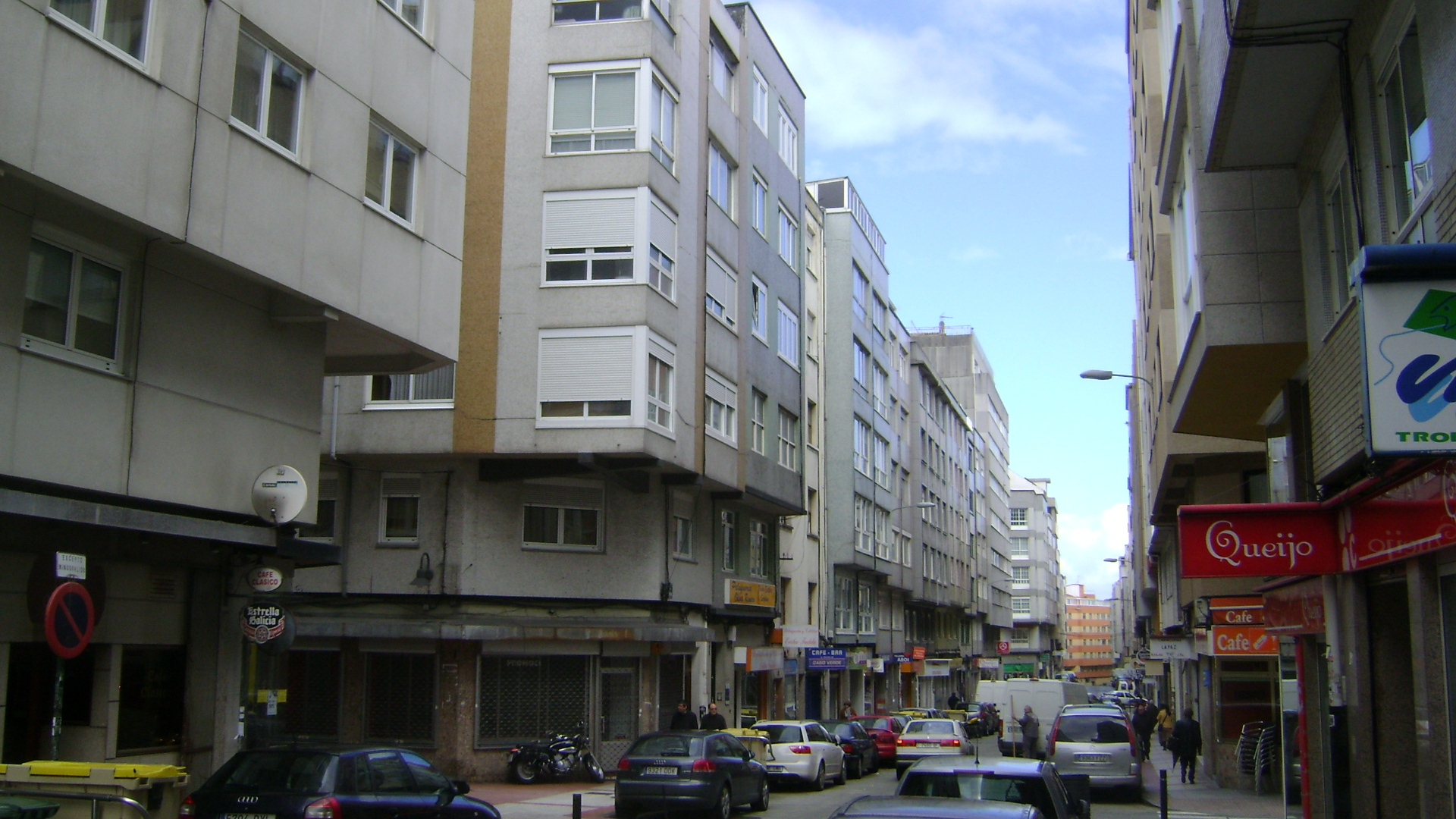
Típica calle del barrio.

Uno de los principales problemas del barrio es la masificación: La construcción intensiva en el barrio durante los años sesenta y setenta, hizo de este barrio un ejemplo del urbanismo irracional, que se traduce en la carencia de espacios abiertos para los ciudadanos.
El barrio ha conocido varios problemas de criminalidad en el pasado, debido a varios traficos de drogas y prostitución ilegal (sobre todo en la zona entre Ronda de Outeiro y calle Barcelona). En los últimos años se ha visto una fuerte mejora en ese aspecto debido a varias intervenciones policiales (incluyendo numerosas redadas), y hoy en día el barrio es mucho más seguro.
Respecto a la circulación, las rondas de Nelle y Outeiro son las dos arterias del Agra del Orzán, por lo que el tráfico a su alrededor es muy elevado y perjudica a los habitantes.
En mayo de 2012, varios concejales del grupo municipal socialista, criticaron al alcalde por “discriminar” al barrio, debido a la eliminación del parque de 18.000 metros cuadrados y el edificio multiusos.

## Deportes
En el barrio tiene su sede el C.D. Ciudad Jardín.